# Harrison County, Missouri
Harrison County är ett administrativt område i delstaten Missouri, USA, med 8 957 invånare. Den administrativa huvudorten (county seat) är Bethany. 

## Geografi
Enligt United States Census Bureau har countyt en total area på 1 880 km². 1 878 km² av den arean är land och 3 km² är vatten. 

### Angränsande countyn
- Ringgold County, Iowa - nord
- Decatur County, Iowa - nordost
- Mercer County - öst
- Grundy County - sydost
- Daviess County - syd
- Gentry County - sydväst
- Worth County - nordväst

### Orter
- Bethany (huvudort)
- Blythedale
- Cainsville
- Eagleville
- Gilman City (delvis i Daviess County
- Mount Moriah
- New Hampton
- Ridgeway